# Atractophora
Atractophora, monotipski rod crvenih algi iz porodice Atractophoraceae. Jedina vrsta je rijetka morskla alga A. hypnoides iz Atlantskog oceana (Britansko otočje, zapadna obala Europe).
Raste pričvršćena na stijenama ili drugim algama.

## Sinonimi
- Naccaria hypnoides (P.Crouan & H.Crouan) J.Agardh 1863
- Rhododiscus pulcherrimus P.Crouan & H.Crouan 1859
- Contarinia pulcherrima (P.Crouan & H.Crouan) P.Crouan & H.Crouan 1867